# گنبیتسه (شهرستان گوستنگ)
گنبیتسه (به لاتین: Gębice) یک روستا در لهستان است که در گمینا پنپووو واقع شده‌است.